# Neurobathra
Neurobathra là một chi bướm đêm thuộc họ Gracillariidae.

## Các loài
- Neurobathra bohartiella Opler, 1971
- Neurobathra curcassi Busck, 1934
- Neurobathra strigifinitella (Clemens, 1860)